# فيلومين غراندين
فيلومين غراندين (بالسويدية: Philomène Grandin)‏ هي ممثلة سويدية، ولدت في 23 سبتمبر 1974 بستوكهولم في السويد.

## وصلات خارجية
- فيلومين غراندين على موقع IMDb (الإنجليزية)
- فيلومين غراندين على موقع قاعدة بيانات الأفلام السويدية (السويدية)